# 獅仔頭山

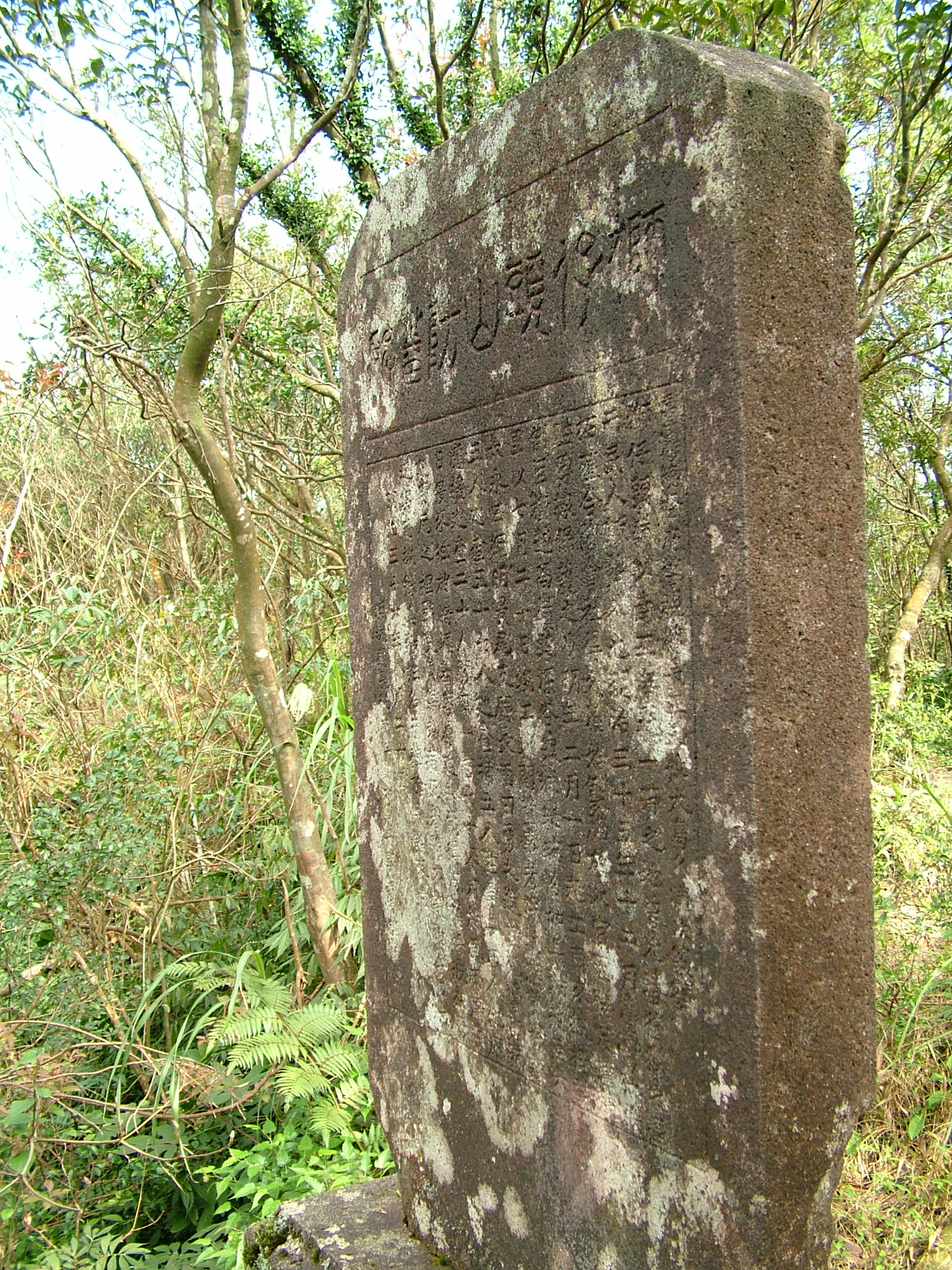
大島久滿次撰獅仔頭山防蕃碑

獅仔頭山，又寫為獅子頭山、獅頭山，位於新北市新店區與三峽區交界處，海拔858公尺，有一等三角點，為台灣小百岳之一。由於山形像隻蹲踞的獅子，所以才被稱作獅仔頭山。
獅仔頭山東偏南約2公里處為海拔780公尺的東獅頭山。

## 歷史淵源
附近有磺窟城，由移民屯墾，築城是為了與原住民對抗。
獅仔頭山上則曾經是抗日義軍詹番等人的基地，在抗日時期，日軍曾多次攻打，當日軍攻打時，義軍就往原住民大豹、加九岸等社撤退。

## 歌曲
「獅子頭山」是日治時代台北高等學校的校歌，歌詞首句，意為「獅子頭山上雲氣蓬蓬」，以獅子頭山為起始，歌詠青春，是當時台北高校學生的愛唱曲。

## 獅仔頭山防蕃碑
安山岩碑體，約寬66公分高114公分厚11公分。『獅仔頭山防蕃碑』為當時臺灣總督府警視廳長大島久滿次撰，深坑廳長丹野英清所書。

## 交通
可自捷運新店站搭乘新巴士獅仔頭山線前往。一般是開車自碧潭左岸的永業路進入，再延著新潭路直走，約莫20分鐘許，即可看到紅瓦屋，自此叉開兩條，沿左邊可達獅頭登山口，由右邊可達獅尾山口。
- 新巴士時刻表（假日行駛）

| 班次 | 捷運新店站 | 獅仔頭山 |
| ---- | ---------- | -------- |
| 1    | 6：40      | 7：20    |
| 2    | 8：30      | 9：10    |
| 3    | 10：20     | 11：00   |
| 4    | 13：10     | 13：50   |
| 5    | 15：00     | 15：40   |
| 6    | 17：00     | 17：30   |

## 外部連結
- 新店健行登山路線[永久]
- 日本治台時期的新店[永久]
- 台北高校校歌第一校歌